# Funkcja tworząca momenty
Funkcja tworząca (generująca) momenty zmiennej losowej {\displaystyle X} jest zdefiniowana wzorem
{\displaystyle M_{X}(t)={\mathsf {E}}(e^{tX}).}
Używając teorii związanej z funkcją tworzącą momenty, wyprowadza się wiele oszacowań w rachunku prawdopodobieństwa. Klasyczną nierównością, w której występuje funkcja tworząca momenty, jest nierówność Chernoffa.
Funkcja {\displaystyle R_{X}(t)=\ln(M_{X}(t))} nazywana jest funkcją generującą kumulanty. Kumulanty zmiennej losowej {\displaystyle X} to wielkości {\displaystyle \kappa _{n}} spełniające własność:
{\displaystyle R_{X}(t)=\sum _{n=1}^{\infty }{\frac {\kappa _{n}t^{n}}{n!}}.}

## Własności
Funkcji tworzącej momenty można użyć, by obliczyć dowolny moment zmiennej losowej. Gdy rozwiniemy funkcję tworzącą momenty w szereg Taylora, otrzymamy:
{\displaystyle M_{X}(t)=E(e^{tX})=1+tE[X]+{\frac {t^{2}E[X^{2}]}{2!}}+{\frac {t^{3}E[X^{3}]}{3!}}+\ldots }
Jeśli zróżniczkujemy całe wyrażenie {\displaystyle i}-krotnie po {\displaystyle t,} i podstawimy {\displaystyle t=0,} otrzymamy {\displaystyle i}-ty moment zmiennej losowej {\displaystyle X.}
Przykład:
Załóżmy, że chcemy obliczyć wartość oczekiwaną (pierwszy moment) zmiennej losowej {\displaystyle X} o rozkładzie Poissona z parametrem {\displaystyle \lambda .}
Funkcja generująca momenty dla rozkładu Poissona to
{\displaystyle M_{X}(t)=e^{\lambda (e^{t}-1)}.}
Gdy policzymy pierwszą pochodną po {\displaystyle t} otrzymamy
{\displaystyle M_{X}'(t)=(e^{\lambda (e^{t}-1)})'=\lambda e^{\lambda (e^{t}-1)+t}.}
Teraz, gdy podstawimy {\displaystyle t=0} otrzymamy:
{\displaystyle \lambda e^{\lambda (e^{t}-1)+t}=\lambda e^{\lambda (e^{0}-1)+0}=\lambda e^{\lambda (1-1)}=\lambda .}
Inna własność jest następująca: jeśli
{\displaystyle Y=\sum _{k=0}^{n}a_{k}X_{k},}
jest sumą {\displaystyle n} niezależnych zmiennych losowych ({\displaystyle a} to stałe), to funkcją generującą momenty dla {\displaystyle Y} jest:
{\displaystyle M_{Y}=M_{X_{1}}(a_{1}t)M_{X_{2}}(a_{2}t)\dots M_{X_{n}}(a_{n}t).}